# Nuristani
I nuristani sono un gruppo etnico dell'Afghanistan, diffuso nelle province di Nurestan, Laghman e Konar ed in alcune valli del distretto di Chitral della provincia della Frontiera del Nord Ovest del Pakistan.
Professano la religione islamica, anche se, prima della conversione, avvenuta in tempi relativamente recenti (nel 1895) ad opera di Abdur Rahman Khan, praticavano culti politeistici. Pratiche della tradizione non islamica sopravvivono ancora oggi nella popolazione, come alcuni tratti particolari dei costumi tradizionali.
Come altri gruppi etnici dell'area, i nuristani presentano tratti somatici spiccatamente caucasici, con capelli e occhi di colore chiaro.
I nuristani parlano le lingue nuristane, appartenenti alla famiglia linguistica  delle lingue indoiraniche.

## Tribù
Alcune tribù di nuristani:
- Kata
- Kom
- Mumo
- Jench (di Arnce)
- Kshto
- Dungulio
- Kalasha
- Tregami
- Vasi
- Askunu
- Sanu
- Gramsana